# Stromatopteris moniliformis
Stromatopteris moniliformis is een varen uit de familie Gleicheniaceae die endemisch is in Nieuw-Caledonië.
De varen wordt door zijn unieke groeiwijze, die lijkt op die van sommige fossiele varens, dikwijls beschouwd als een levend fossiel.

## Naamgeving enetymologie
De botanische naam Stromatopteris is afkomstig van het Griekse στρῶμα strōma (deken, bedekking) en πτερόν pterón (veer, vleugel, varen), naar de bedekte sporenhoopjes. De soortaanduiding moniliformis is afgeleid van het Latijnse monile (halssnoer), naar de vorm van de bladeren.

## Kenmerken
Stromatopteris moniliformis is een overblijvende plant met een lange, kruipende, vertakte rizoom, waaruit rechtopstaande bladstelen ontspringen. De bladstelen dragen aan de top een enkelvoudig gedeeld blad met talrijke afgerond rechthoekige bladslipjes, en onderaan een aantal slapende knoppen. Zodra het blad volgroeid is beginnen de knoppen zich, van boven naar beneden, een voor een te ontwikkelen en nieuwe bladstelen te vormen. Als gevolg daarvan ontstaan dichte, bezemvormige planten met talrijke bladstelen met gedeelde bladeren aan de top.
De sporendoosjes of sporangia staan individueel aan de onderzijde van de bladslipjes, tegen de bladsteel aan.

## Habitaten verspreiding
Stromatopteris moniliformis is endemisch in Nieuw-Caledonië. Het is een terrestrische varen die vooral voorkomt in voor het eiland typische lage, maquis-achtige begroeiing op ultramafische (silicaatarme) bodems.
Geslachten: Dicranopteris · Diplopterygium · Gleichenella · Gleichenia · Microphyllopteris † · Sticherus · Stromatopteris